# Jan Frycz
Jan Frycz (sinh ngày 15 tháng 5 năm 1954 tại Kraków) là một diễn viên người Ba Lan.

## Học vấn
Jan Frycz tốt nghiệp Học viện Nghệ thuật Sân khấu Quốc gia AST ở Krakow vào năm 1978.

## Sự nghiệp
Jan Frycz diễn xuất trên sân khấu của nhiều nhà hát, tiêu biểu như Nhà hát Juliusz Słowacki ở Kraków (1978-1982 và 1984-1989), Nhà hát Quốc gia ở Warsaw (1982-1983 và 2006-nay), Nhà hát Ba Lan ở Warsaw (1983-1984) và Nhà hát Stary ở Kraków (1989-2006).
Ngoài sự nghiệp diễn xuất trên sân khấu, Jan Frycz còn góp mặt trong nhiều phim điện ảnh và phim truyền hình. Trong đó, hai phim nổi bật nhất là Pornografia (2003) trong vai Siemian và Pregi (2004) trong vai Andrzej Winkler.
Jan Frycz được trao tặng Huân chương Polonia Restituta (2005), và hai Huy chương Công trạng về văn hóa - Gloria Artis (một huy chương bạc vào năm 2005 và một huy chương vàng vào năm 2015) vì những đóng góp cho nghệ thuật và văn hóa.

## Thành tích nghệ thuật
| Năm  | Tựa đề                                      | Vai diễn                   | Ghi chú          |
| 2020 | Zenek                                       | Cha của Danka              |                  |
| 2019 | Jak zostalem gangsterem. Historia prawdziwa | Daniel                     |                  |
| 2019 | Pulapka                                     | Rakowiec                   | phim truyền hình |
| 2019 | Legiony                                     | Józef Pilsudski            |                  |
| 2019 | Proceder                                    | Cha của Monika             |                  |
| 2016 | Marie Curie                                 | Ernest Solvay              |                  |
| 2013 | Prawo Agaty                                 | Bitner                     | phim truyền hình |
| 2012 | Czas honoru                                 | Kazimierz                  | phim truyền hình |
| 2012 | Ixjana                                      | Heller                     |                  |
| 2012 | Bejbi blues                                 | Cha của Kuba               |                  |
| 2011 | Pokaz kotku, co masz w srodku               | Julian                     |                  |
| 2011 | 80 Million                                  | Baginski                   |                  |
| 2010 | Milczenie jest zlotem                       | Ben                        |                  |
| 2010 | Hotel 52                                    | Giáo sư Dębski             | phim truyền hình |
| 2010 | Rózyczka                                    | Đại tá Wasiak              |                  |
| 2008 | To nie tak jak myslisz, kotku               | Filip                      |                  |
| 2008 | Warsaw Dark                                 | Ernest                     |                  |
| 2007 | Korowód                                     | Giáo sư Zdzislaw Dabrowski |                  |
| 2007 | Nadzieja                                    | Gustaw                     |                  |
| 2005 | Komornik                                    | Chudy                      |                  |
| 2005 | Oficer                                      | Marek Ratynski             | phim truyền hình |
| 2004 | Pregi                                       | Andrzej Winkler            |                  |
| 2003 | Pornografia                                 | Siemian                    |                  |